# Dívák és szerelmek
A Dívák és szerelmek című válogatáslemez 2009-ben jelent meg, a Dívák című lemez  folytatásaként. A legszebb magyar szerelmes dalokat foglalja össze hazánk népszerű énekesnőinek tolmácsolásában.

## Dalok
- Cserháti Zsuzsa: I love you baby
- Rúzsa Magdi: Nekem nem szabad
- Szekeres Adrien: Olyan, mint Te
- Zséda: Mindhalálig mellettem
- Szulák Andrea: Veled változom
- Keresztes Ildikó: Utolsó érintés
- Szinetár Dóra: Arra születtem
- Király Linda: Szerelem utolsó vérig
- Oláh Ibolya: A szerelemnek múlnia kell
- Póka Angéla: Szomorú vasárnap
- Váczi Eszter: Csak egy könnyű szél
- Katona Klári: Hogyan szeresselek?
- Gloria: Szívből szeretni
- Sárközi Anita: Vallomás
- Auth Csilla: Érzés
- Cserháti Zsuzsa: Szoríts a két karodba

## Toplista
| Toplista (2009)                        | Helyezés |
| -------------------------------------- | -------- |
| MAHASZ Top 40 album- és válogatáslemez | 1        |